# Jean-Antoine Carrel

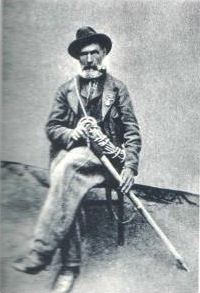

Jean-Antoine Carrel (Valtournenche, gedoopt 17 januari 1829 - Matterhorn, 26 augustus 1891) was een Italiaanse bergbeklimmer.

## Jeugd
Carrel werd in een dorpje geboren dat bij de gemeente Valtournenche behoort en dat aan de voet ligt van de Matterhorn. Zijn militaire dienst vervulde hij tijdens de Eerste Italiaanse Onafhankelijkheidsoorlog. Hij was sergeant bij de Bersaglieri en vocht in San Martino.

## Klimmer
Carrel maakte in 1880 deel uit van de eerste groep Europese klimmers die de Chimborazovulkaan beklommen. Ook beklom hij onder meer vijftig keer de Matterhorn.
De eerste keer dat hij de Matterhorn beklom was in juli 1865. Carrel had met Edward Whymper afgesproken om op 9 of 10 juli 1865 de Matterhorn aan de Zwitserse kant te beklimmen, maar het weer was slecht en de afspraak ging niet door. Toen Carrel een aantal dagen later opnieuw probeerde te klimmen, bleek Whymper al via de Zwitserse Hörnligrat de top te hebben bereikt. Over deze strijd om als eerste op de top van de Matterhorn te staan werden twee films gemaakt: een Zwitserse stomme film in 1928 (Der Kampf ums Matterhorn door Nunzio Malasomma) en een Duitse remake in 1938 (Der Berg ruft!).
Zijn tweede beklimming deed hij enkele dagen later, vanuit Zwitserland via de Liongrat, met de Italiaanse priester Amé Gorret, die later een boek over Carrels eerste beklimming schreef.
Tijdens zijn 50ste klim, waarbij hij als gids meeging, overleed hij door uitputting. Een jaar na zijn overlijden werd een monument geplaatst op de plek waar hij gevonden werd.
In 1969 werd op 3825m hoogte een nieuwe berghut gebouwd en naar Carrel genoemd. Hij ligt aan de kant van Aosta, waar Carrel vandaan kwam.

## Trivia
- Carrel werd op 17 januari 1829 gedoopt, zijn exacte geboortedatum is niet bekend.

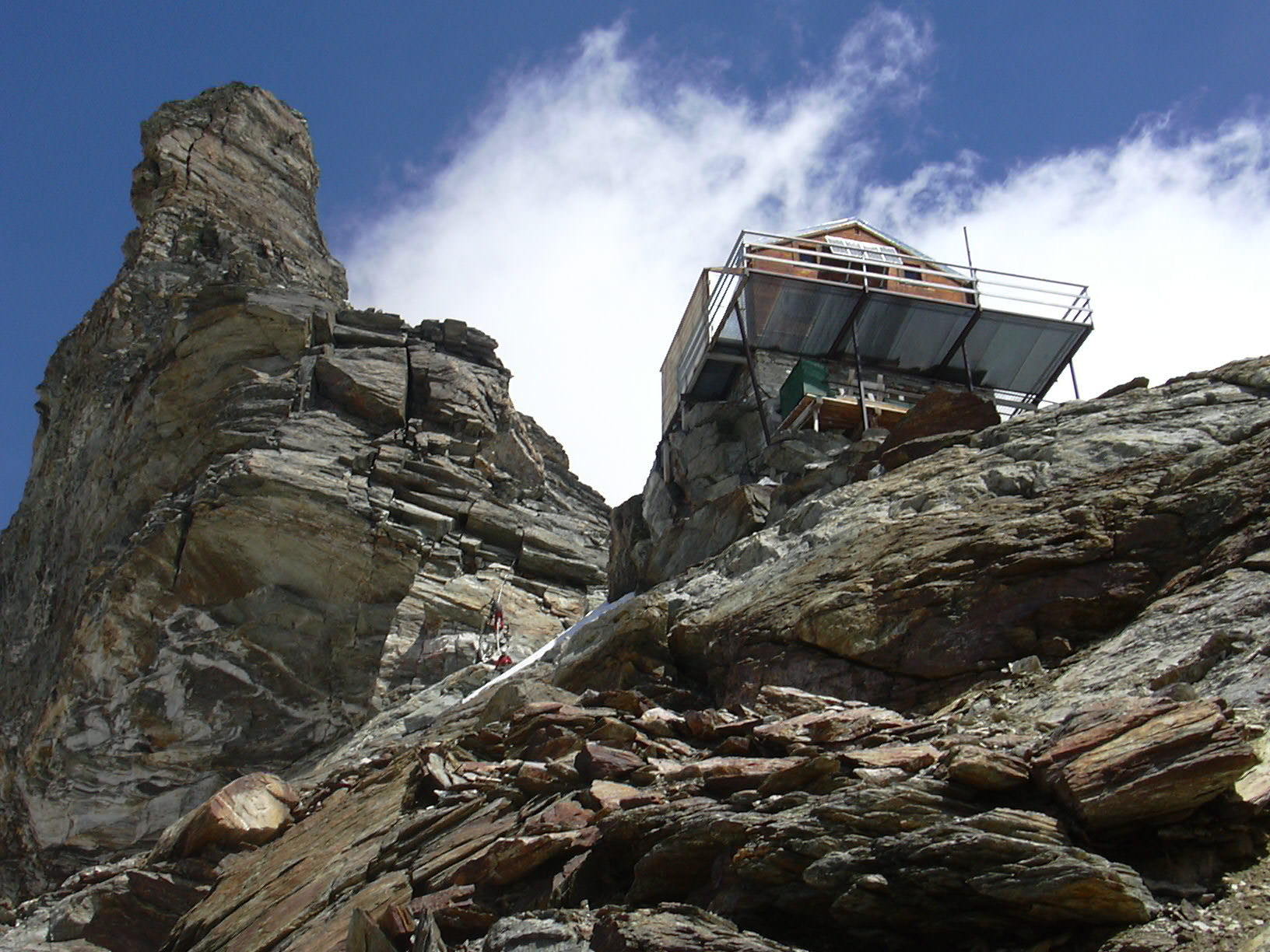
Berghut Carrel
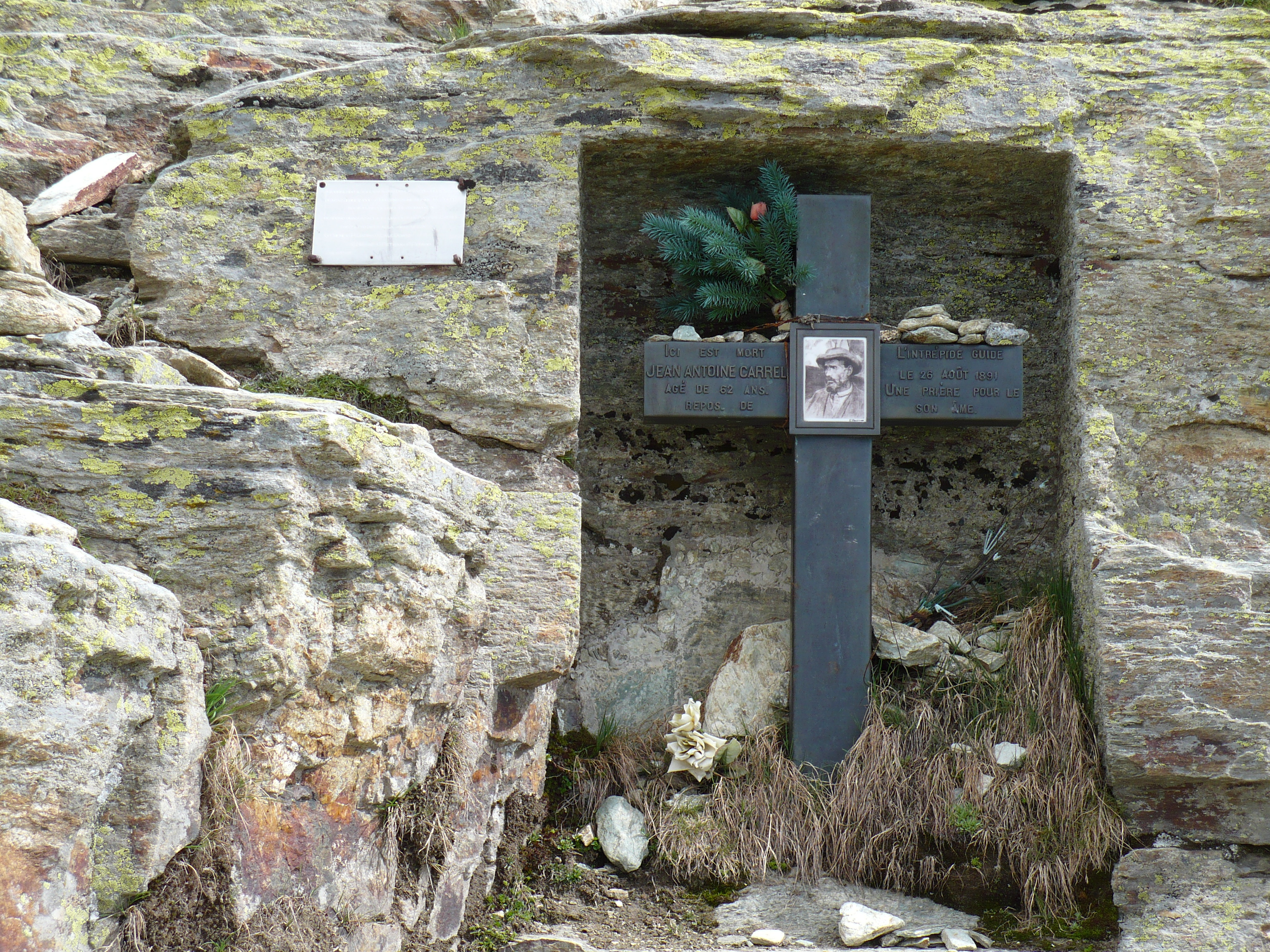
Monument Croix Carrel